# 한용덕 (시인)
한용덕(韓龍德, 1987년 12월 18일 ~) 은 서울특별시 성동구에서 태어난 대한민국의 현대시인이다. 한성대학교 학사를 거쳐 세종대학교 산업대학원 석사과정에 재학 중이다.

## 약력
2005년 《계간 문학세상》에서 열린 신인문학상 공모에서 <빈집> 외 4편의 시를 발표하면서, 당시 고등학교 3학년 (19세)의 나이로 등단했다. 월간 문예사조 문인협회 동인이다.

## 학력
- 세종대학교 산업대학원 재학
- 한성대학교
- 성동고등학교
- 광희중학교
- 서울행당초등학교

## 수상 경력
- 2005년 - 계간 문학세상 신인문학상
- 2005년 - 격월간 신문예 신인문학상
- 2005년 - 월간 문예사조 신인상

## 시집
- 《내 생에 감사하며 닳아져 간다는 것은》 (2005)
- 《희미한 하루를 쓰다듬고 》 (2008)
- 《어둠에 반쯤 묻은 빛에는》 (2012)